# علي موسى دقدوق
{{صندوق معلومات شخص
| الاسم = علي موسى دقدوق
| تاريخ الولادة = 9 أغسطس 1969
| مكان الولادة = لبنان ، محافظة بيروت
| الصورة = Ali Musa Daqduq in US custody.jpg
| الديانة = الإسلام.
| أعمال بارزة = شارك في عملية مجلس محافظة كربلاء 2007
| الكنية = أبو حسين
| مكان الاعتقال = في العراق ، محافظة البصرة 
عام 20 مارس 2007 
مع قيس الخزعلي وشقيقه ليث الخزعلي
| أسماء أخرى = استخدم عدة اسماء مستعارة لاخفاء هويتة في العراق عام 2005 منها :
● حسين محمد جابر الموسوي
● حامد محمود جبر اللامي
● حامد محمد جبر اللامي
| اللقب = ساجد
| الحالة الجنائية = صدرت محكمة عراقية بحكم البراءة و أمرت بألافراج عنه في 16 نوفمبر 2012 .
| بداية سنوات الخدمة = [تاريخ العمل_منذ 1983]
| الجنسية =  لبناني
| الحزب = قائد في  حزب الله
| الاسم بالكامل = علي موسى عباس دقدوق الموسوي
| المذهب = شيعة اثنا عشرية
| أولاد = الشهيد حسن علي دقدوق
علي موسى دقدوق هو كبير قادة حزب الله ومستشار كبير لقائد عصائب أهل الحق قيس الخزعلي. تم القبض عليه من قبل القوات الأمريكية في البصرة في العراق في 20 مارس 2007 مع قيس الخزعلي وشقيقه ليث الخزعلي. يدعى أنه شارك في عملية مجلس محافظة كربلاء الذي شن في 20 يناير 2007 على القوات الأمريكية في كربلاء بالعراق. في وقت لاحق وجدت محكمتان عراقيتان أنهما مذنبان بتدبير غارة 2007 على قاعدة عسكرية أمريكية وأفرج عنه. زعمت المخابرات الأمريكية أن شهادة دقدوق أثناء احتجازه دليل أساسي على التعاون بين إيران وحزب الله.
ادعى دقدوق أنه من الصم والبكم عندما تم القبض عليه ورفض التحدث لعدة أسابيع.
في 2 يوليو 2007 اكتشفت القوات الأمريكية أنهم قبضوا على دقدوق. أكدوا أنه كان عضوا في حزب الله وكان يعمل بدعم من إيران. نشرت الإحاطة الإعلامية التي عقدت في 2 يوليو صورا عن وثائق هوية دقدوق المزورة. نفى المسؤولون الإيرانيون هذا التأكيد في 4 يوليو 2007.
في نوفمبر 2011 ذكرت رويترز أن الولايات المتحدة تتفاوض مع الحكومة العراقية لاحتجاز دقدوق في الحجز الأمريكي بعد انسحاب الولايات المتحدة من العراق في ديسمبر 2011.
تم نقل دقدوق إلى الحجز العراقي في 18 ديسمبر 2011.
كانت محكمة عراقية قد أصدرت مؤخرا قرارا بإطلاق سراح دقدوق بسبب عدم كفاية الأدلة. سيتم الطعن تلقائيا في القضية وسيظل سجينا حتى يتم الاستماع إلى القضية في المحكمة العليا. تعتقد الولايات المتحدة أن الإفراج عنه فكرة سيئة للغاية وأن الأدلة واضحة وأنه من المرجح أن يرتكب المزيد من أعمال المقاومة ضد قوات الاحتلال الأمريكي إذا تم الإفراج عنه. بدأ مسؤولون في نظام اللجان العسكرية في الولايات المتحدة إجراءات لتوجيه الاتهام إلى دقدوق بجرائم حرب (على وجه التحديد أنه قتل أو أمر بقتل أربعة جنود أمريكيين تم أسرهم أثناء الغارة). مستقبل هذا غير واضح.
في 16 نوفمبر 2012 أفيد بأن علي موسى دقدوق قد أطلق سراحه من العراق لأن الحكومة العراقية قد نفذت خيارات قانونية لعقده.